# Josef Nauer
Josef Nauer (* 17. September 1906 in Feusisberg; † 22. März 1987 in Freienbach, heimatberechtigt in Unteriberg) war ein Schweizer Holzbildhauer. Seine Werke umfassen vorwiegend religiöse Themen.

## Leben und Werk
Josef Nauer war ein Sohn eines Landwirtes. Er absolvierte vor dem Zweiten Weltkrieg an der Holzschnitzschule Bad Warmbrunn (Niederschlesien) eine Holzbildhauerlehre. Seine Lehrer war u. a. Cirillo Dell’Antonio.
Nach Wanderjahren kehrte er wegen der Wirtschaftskrise vorzeitig in die Schweiz zurück und richtete in den Rebbergen von Leutschen in Freienbach in einem ehemaligen Stall sein Atelier ein. Nauer war Mitglied im Verband der Schweizer Holzbildhauer und gab für deren Mitglieder 1973 einen Schriftkurs, wo er die sogenannte «Stäblischrift» lehrte.
Josef Nauer war mit der Künstlerin Angelika, geborene Ledergerber (1924–1997), verheiratet. 1972 erhielt er den Kulturpreis des Kantons Schwyz.